# Magasinsgatan
A Magasinsgatan – literalmente Rua do Armazém -  é uma rua do centro histórico da cidade de Gotemburgo, na Suécia.
Tem 475 m de extensão, começando no largo Lilla torget e terminando na rua Sahlgrensgatan.
É uma das ruas mais movimentadas da área, com restaurantes, foodtrucks, cafés e lojas de roupas elegantes.